# Кристин Лейкин
Кристин Хелън Лейкин (на английски: Christine Helen Lakin; родена на 25 януари 1979 г.) е американска актриса. Известна е с ролята си на Алиша „Ал“ Ламбърт в ситкома „Стъпка по стъпка“.